# Johnny Stamboli
Jonathan Hugger (né le 20 avril 1977 à Atlanta, Géorgie) est un catcheur américain. Il est connu pour avoir travaillé à la World Championship Wrestling où sous le nom de ring de Johnny The Bull il détenu à deux reprises le championnat du monde par équipe avec Big Vito (en) avec qui il a été aussi codétenteur du championnat hardcore. Il a ensuite travaillé pour la World Wrestling Federation/Entertainment où il adopte le nom de Johnny Stamboli et remporte à trois reprises le championnat hardcore.

## Carrière

### World Championship Wrestling (1999-2001)
Après avoir été entraîné au WCW Power Plant, l'école de catch de la World Championship Wrestling, Hugger débute sous son propre nom fin septembre 1999. Il adopte le nom de Johnny the Bull et fait équipe avec Big Vito (en) formant The Mamalukes (en) managé par Tony Marinara en fin d'année à Starrcade où ils l'emportent sur Disco Inferno et Lash LeRoux (en).
Peu après leur victoire sur les Harris Brothers (Don et Ron Harris) le 16 janvier 2000 à Souled Out, ils deviennent trois jours plus tard champion du monde par équipe de la WCW après leur victoire sur Crowbar et David Flair,. Ils perdent leur titre le 12 février face aux Harris Brothers lors d'une tournée en Allemagne de la WCW avant de récupérer le titre le lendemain,. Ils défendent leur titre le 14 février face à Crowbar et David Flair ainsi qu'Harlem Heat 2000 (Big T et Stevie Ray). Six jours plus tard au cours de SuperBrawl X, ils gardent leur titre après leur victoire face à Crowbar et David Flair dans un Sicilian Stretcher match,.

## Palmarès
- Heartland Wrestling Association
  - 2 fois HWA Heavyweight Championship[10]
- Impact Zone Wrestling
  - 1 fois IZW Heavyweight Championship[10]
- Toryumon
  - Yamaha Cup (2006) – avec Chuck Palumbo[11]
- World Championship Wrestling
  - 1 fois WCW Hardcore Championship[10]
  - 2 fois WCW World Tag Team Championship[10] avec Big Vito (en)
- World Wrestling Entertainment
  - 3 fois WWE Hardcore Championship[10]